# Österbotten 8

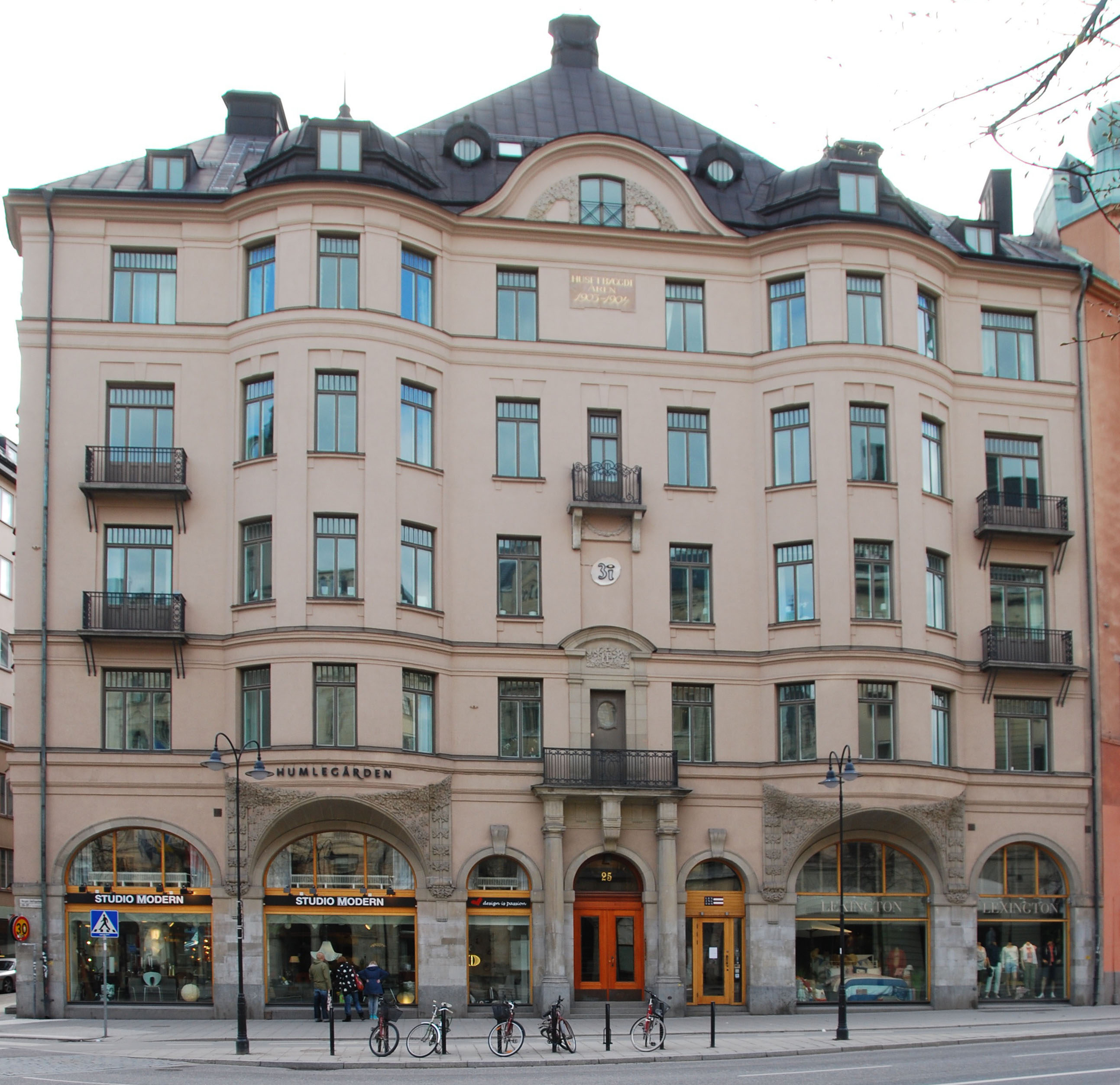
Birger Jarlsgatan 25

Österbotten 8 är en fastighet på Birger Jarlsgatan 25 på Norrmalm i centrala Stockholm.
Byggnaden uppfördes 1902-04 av byggmästaren Johan Richard Edblom åt direktör Herman Asch, vars initialer står ovanför balkongen på första våningen För ritningarna svarade den produktiva arkitektfirman Hagström & Ekman, som under perioden 1898-1918 stod bakom över 140 jugendbyggnader i Stockholm, däribland grannhuset på Birger Jarlsgatan 23. Byggnaden ägdes en tid av nykterhetsrörelsen, men förvärvades av Humlegården Fastigheter AB 1998.
Österbotten var namnet på kvarteret, som sträcker sig över Birger Jarlsgatan 25-27, Brunnsgatan 2-20, David Bagares gata 1-19 samt Regeringsgatan 68-74. Som kvartersnamn hör Österbotten till ett äldre namnskikt på Norrmalm, och är tillkommet under den tid då Österbotten tillhörde Sverige. Namnet finns belagt från 1650-talet.